# Triplophysa marmorata
Triplophysa marmorata es una especie de peces de la familia Balitoridae en el orden de los Cypriniformes.

## Morfología
• Los machos pueden llegar alcanzar los 8 cm de longitud total.

## Distribución geográfica
Se encuentra en la India: lagos del Cachemira y río Indo.

## Hábitat
Es un pez de agua dulce.